# سیارک ۱۳۷۲۱۷
سیارک ۱۳۷۲۱۷ (به انگلیسی: 137217 Racah، نامگذاری:1999NH64)۱۳۷۲۱۷مین سیارک کشف شده‌است که در ۰۸ ژوئیه ۱۹۹۹ کشف شد.